# Galina Wassiljewna Smirnizkaja
Galina Wassiljewna Smirnizkaja (russisch Галина Васильевна Смирницкая; * 8. November 1930 in Moskau) ist eine sowjetische bzw. russische Physikerin und Hochschullehrerin.

## Leben
Smirnizkaja studierte 1948–1953 an der Lomonossow-Universität Moskau (MGU) in der Physikalischen Fakultät, worauf sie dort die dreijährige Aspirantur anschloss.
Darauf lehrte Smirnizkaja an der MGU und verteidigte 1957 ihre Kandidat-Dissertation über Gasentladung bei niedrigen Drucken im Magnetfeld und einige Anwendungen mit Erfolg für die Promotion zur Kandidatin der physikalisch-mathematischen Wissenschaften. Sie hielt Physik-Vorlesungen in der Geographischen Fakultät und in der Biologischen Fakultät, wo sie auch eine Spezialvorlesung über Elektronenoptik für Mikrobiologen, Genetiker und Biophysiker hielt. Ihre Doktor-Dissertation über Erforschung und technische Anwendungen oszillierender Gasentladungen im Magnetfeld bei niedrigen Drucken verteidigte sie 1972 erfolgreich für die Promotion zur Doktorin der technischen Wissenschaften. Sie wurde 1976 wissenschaftliche Senior-Mitarbeiterin am Lehrstuhl für Allgemeine Physik und Physik der Kondensierten Materie der Physikalischen Fakultät der MGU.

## Ehrungen, Preise
- S.-I.-Wawilow-Preis der Akademie der Wissenschaften der UdSSR (1962)[1]
- Staatspreis der UdSSR im Bereich Technik (1984 als Mitglied der Forschergruppe für die Entwicklung von Höchstvakuum-Magntentladungspumpen und Höchstvakuumapparaturen der Elektronik und ihre Einführung in die industrielle Anwendung)[3]